# در نتیجه من هستم (ترانه)
«در نتیجه من هستم» (انگلیسی: Therefore I Am؛ درفور آی اَم) ترانه‌ای از خواننده و ترانه‌نویس آمریکایی بیلی آیلیش است. این ترانه در ۱۲ نوامبر ۲۰۲۰ به وسیله دارک‌روم و اینترسکوپ رکوردز منتشر شد. ترانه توسط آیلیش و برادرش فینیاس اوکانل نوشته شده و فقط توسط فینیاس تهیه شده‌است.
«در نتیجه من هستم» یک قطعه دارک پاپ و پاپ با آهنگ سریع است. از نظر اشعاری، آیلیش دربارهٔ اینکه مردم دربارهٔ او چه فکر می‌کنند، آواز می‌خواند. یک موزیک ویدئو در همان روز برای ترانه منتشر شد؛ و آیلیش را در یک مرکز خرید خالی به تصویر می‌کشد در حالی که غذاها و نوشیدنی‌های مختلف را می‌خورد.